# Ruggero Luigi Emidio Antici Mattei

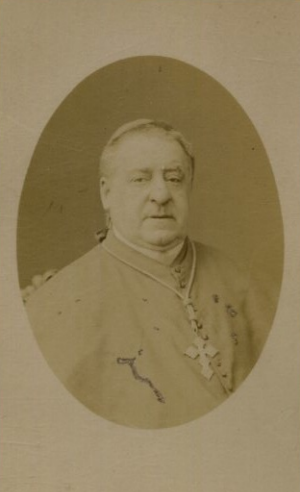
Ruggero Kardinal Antici Mattei

Ruggero Luigi Emidio Antici Mattei (* 23. März 1811 in Recanati; † 21. April 1883 in Rom) war ein italienischer Geistlicher, Lateinischer Patriarch von Konstantinopel und Kardinal der Römischen Kirche.

## Leben
Ruggero Antici Mattei war der Sohn von Carlo Teodoro Antici, Marchese und Baron von Pescia, und dessen Ehefrau Anna Maria Mattei. Aus der Familie seiner Mutter stammte der Kardinal Girolamo Mattei (1547–1603). Antici Mattei studierte von 1826 bis 1832 am Collegio Nazareno und am Collegio Romano in Rom. Er empfing am 8. September 1831 die niederen Weihen, am 2. Februar 1834 wurde er zum Subdiakon geweiht. Am 25. März 1834 empfing er die Diakonen- und am 7. September 1834 in Rom die Priesterweihe. Er wurde Examinator der Kleriker an der Vatikanbasilika und Kurat in der Abtei Forlimpopoli. Er war in Folge Päpstlicher Hausprälat, Kanoniker des Kapitels der Lateranbasilika, Kanoniker des Kapitels der Vatikanbasilika und später deren Dekan. Von 1843 bis 1847 war er Richter an der Dombauhütte von St. Peter. Von 1850 bis 1875 war er Sekretär der Konsistorialkongregation, zudem war er ab 1851 der Konzilskongregation beigeordnet.
Am 8. Januar 1866 wurde Ruggero Antici Mattei zum Lateinischen (Titular-)Patriarchen von Konstantinopel ernannt. Die Bischofsweihe spendete ihm am 25. Februar 1866 im Petersdom der Kardinalbischof von Porto und Santa Rufina und Subdekan des Kardinalskollegiums, Costantino Patrizi Naro; Mitkonsekratoren waren Gustav Adolf zu Hohenlohe-Schillingsfürst, Almosenier Seiner Heiligkeit, und Erzbischof ad personam Salvatore Nobili Vitelleschi, Bischof von Osimo und Cingoli. Patriarch Antici Mattei nahm teil am Ersten Vatikanischen Konzil (1869–1870).
Papst Pius IX. ernannte Ruggero Antici Mattei im Konsistorium vom 15. März 1875 zum Kardinal in pectore. Am 31. März 1875 wurde er zum Generalauditor der Apostolischen Kammer ernannt. Nachdem am 17. September 1875 seine Erhebung zum Kardinal bekanntgemacht worden war, erhielt er am 28. Januar 1876 San Lorenzo in Panisperna als Titelkirche, den Kardinalshut empfing er am 15. März 1877. Als Kardinal war er Teilnehmer am Konklave 1878, aus dem Leo XIII. als Papst hervorging.
Am 21. April 1883 starb Ruggero Luigi Emidio Antici Mattei in Rom. Er wurde in der Kirche Sant’Angelo in Pescheria aufgebahrt und auf dem römischen Friedhof Campo Verano beigesetzt.